# Molnik
Molnik je hrib, ki se nadaljuje v grebenu Golovca proti jugovzhodu, južno od ljubljanskih predmestij Zadvor, Sostro ipd. Po njem se imenuje naselje Podmolnik. Na Molniku so bili najdeni ostanki že prazgodovinske poselitve, hrib pa je znamenit kot ustanovno mesto Molniške čete.